# Garding, Kirchspiel

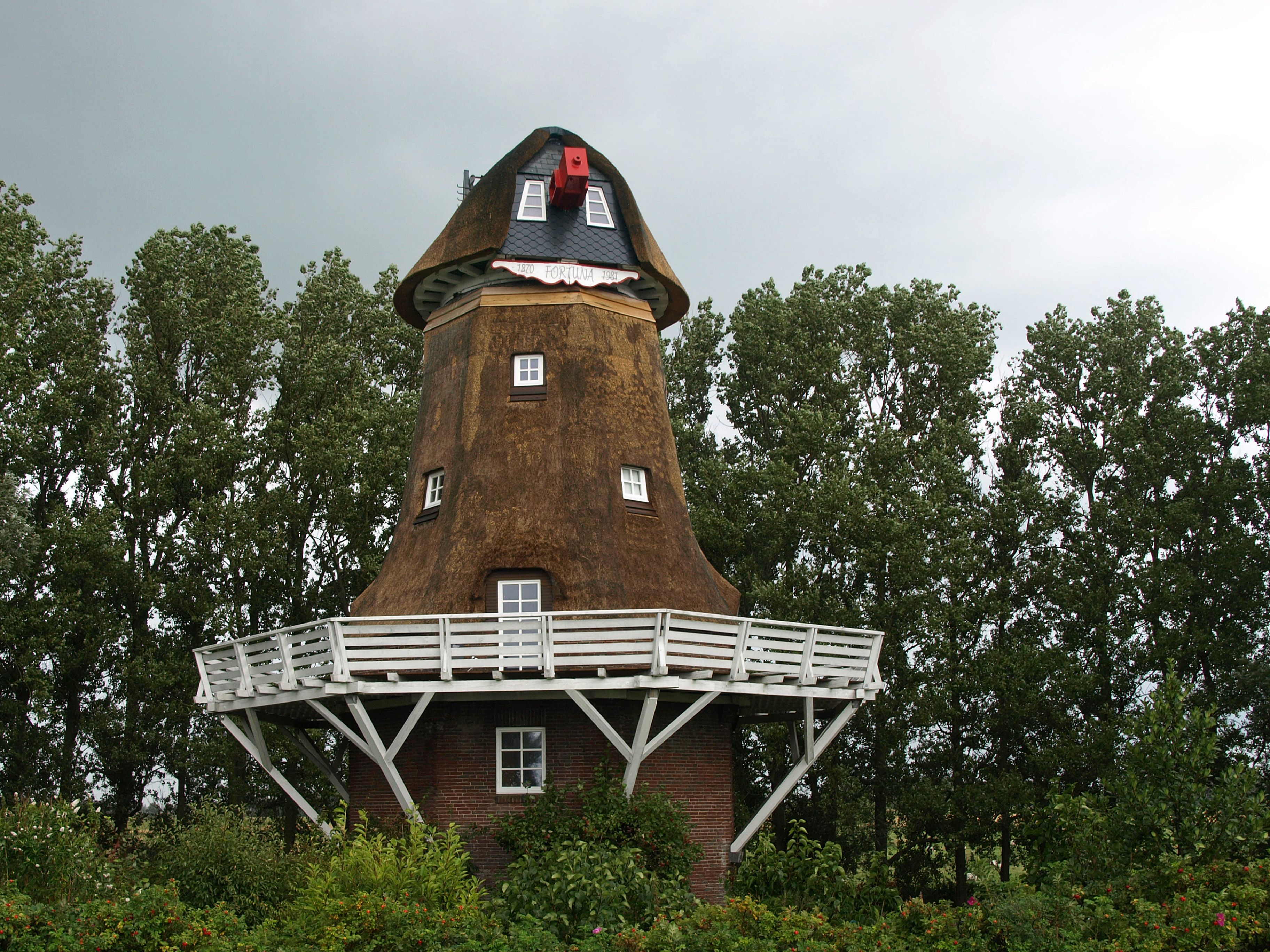
Moinho de galeria holandesa intitulado "Fortuna" localizado em Borsthusen, Kirchspiel Garding

Garding é um município da Alemanha, localizado no distrito de Nordfriesland, estado de Schleswig-Holstein.